# Булыки
 Булыки  — опустевшая деревня в Жарковском муниципальном округе Тверской области.

## География
Находится в юго-западной части Тверской области на расстоянии приблизительно 14 км по прямой на юг-юго-запад по прямой от районного центра поселка Жарковский южнее озера Щучье.

## История
Деревня уже была отмечена на карте 1846—1863 годов как господский дом. В 1927 здесь было учтено 20 дворов. До 2022 года входила в состав ныне упразднённого Щучейского сельского поселения.

## Население
Численность населения не была учтена как в 2002 году, так и в 2010.